# Século 21 (partido)
Século 21(em catalão: Segle 21) é um partido político de Andorra.
Nas eleições de 2005, em coalizão com o Centro Democrático de Andorra, conseguiu 2 das 28 cadeiras do Parlamento (total de 11% dos votos).